# Maksym (Potos)
Maksym, imię świeckie Georgios Potos (ur. 19 września 1966 w Argos) – duchowny prawosławnego Patriarchatu Konstantynopola, od 2018 metropolita Szwajcarii.

## Życiorys
W 1990 został wyświęcony na diakona. Święcenia kapłańskie przyjął w 1993, wtedy też uzyskał godność archimandryty. Chirotonię biskupią otrzymał 22 lipca 2018.